# Rožnov (ort i Tjeckien)
Rožnov är en ort i Tjeckien. Den ligger i den centrala delen av landet, 110 km öster om huvudstaden Prag. Rožnov ligger 265 meter över havet och antalet invånare är 365.
Terrängen runt Rožnov är platt. Runt Rožnov är det ganska tätbefolkat, med 120 invånare per kvadratkilometer. Närmaste större samhälle är Hradec Králové, 14,4 km söder om Rožnov. Trakten runt Rožnov består till största delen av jordbruksmark.